# Alfonso Sozy Carafa
Alfonso Sozy Carafa (San Nicola Manfredi, 7 marzo 1704 – Lecce, 19 febbraio 1783) è stato un vescovo cattolico italiano.

## Biografia
Nacque il 7 marzo 1704 da Nicolò e Anna Merenda, signori di San Nicola Manfredi.
Il 7 giugno 1727 fu ordinato presbitero.
Il 15 luglio 1743 fu eletto vescovo di Vico Equense. Ricevette la consacrazione episcopale il 25 luglio successivo per l'imposizione delle mani dell'arcivescovo di Conza Giuseppe Nicolai. Istituì il seminario vescovile che in seguito fu innalzato a seminario arcivescovile.
Il 15 novembre 1751 fu trasferito alla sede di Lecce. Il 6 novembre 1757 consacrò la cattedrale, dopo lunghi anni di lavori voluti dal vescovo Luigi Pappacoda. Nel 1761 fece restaurare l'episcopio, affidandone i lavori all'architetto Emanuele Manieri.
Morì il 19 febbraio 1783. È sepolto nella cattedrale di Lecce, accanto alla porta che fa accedere all'organo.

## Genealogia episcopale
La genealogia episcopale è:
- Cardinale Scipione Rebiba
- Cardinale Giulio Antonio Santori
- Cardinale Girolamo Bernerio, O.P.
- Arcivescovo Galeazzo Sanvitale
- Cardinale Ludovico Ludovisi
- Cardinale Luigi Caetani
- Cardinale Ulderico Carpegna
- Cardinale Paluzzo Paluzzi Altieri degli Albertoni
- Cardinale Gaspare Carpegna
- Cardinale Fabrizio Paolucci
- Cardinale Antonio Felice Zondadari
- Arcivescovo Giuseppe Nicolai
- Vescovo Alfonso Sozy Carafa, C.R.S.